# Medallistas Olímpicos en Piragüismo (masculino)
Tabla de medallas de oro, plata y bronce del Piragüismo O Canotaje en los Juegos Olímpicos en cada una de las pruebas que forman parte del torneo.
- Para las damas véase Medallistas Olímpicos en Piragüismo (femenino).

## Programa vigente

### Piragüismo en aguas tranquilas

#### C-1 1000 metros

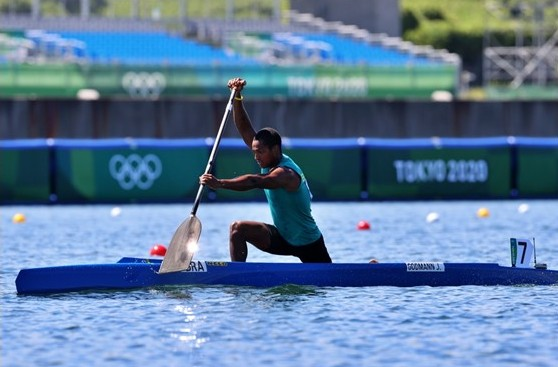
C1.

| Edición             | Oro                                      | Plata                               | Bronce                              |
| ------------------- | ---------------------------------------- | ----------------------------------- | ----------------------------------- |
| Berlín 1936         | Frank Amyot · Canadá                     | Bohuslav Karlík · Checoslovaquia    | Erich Koschik · Alemania            |
| Londres 1948        | Josef Holeček · Checoslovaquia           | Douglas Bennett · Canadá            | Robert Boutigny · Francia           |
| Helsinki 1952       | Josef Holeček · Checoslovaquia           | János Parti · Hungría               | Olavi Ojanperä · Finlandia          |
| Melbourne 1956      | Leon Rotman · Rumania                    | István Hernek · Hungría             | Gennady Bukharin · Unión Soviética  |
| Roma 1960           | János Parti · Hungría                    | Aleksandr Silayev · Unión Soviética | Leon Rotman · Rumania               |
| Tokio 1964          | Jürgen Eschert · Equipo Alemán Unificado | Andrei Igorov · Rumania             | Yevgueni Peniayev · Unión Soviética |
| México 1968         | Tibor Tatai · Hungría                    | Detlef Lewe · Alemania Occidental   | Vitali Golkov · Unión Soviética     |
| Múnich 1972         | Ivan Patzaichin · Rumania                | Tamás Wichmann · Hungría            | Detlef Lewe · Alemania Occidental   |
| Montreal 1976       | Matija Ljubek · Yugoslavia               | Vasyl Yurchenko · Unión Soviética   | Tamás Wichmann · Hungría            |
| Moscú 1980          | Lyubomir Lyubenov · Bulgaria             | Sergei Postrekhin · Unión Soviética | Eckhard Leue · Alemania Oriental    |
| Los Ángeles 1984    | Ulrich Eicke · Alemania Occidental       | Larry Cain · Canadá                 | Henning Lynge Jakobsen · Dinamarca  |
| Seúl 1988           | Ivans Klementjevs · Unión Soviética      | Jörg Schmidt · Alemania Oriental    | Nikolay Bukhalov · Bulgaria         |
| Barcelona 1992      | Nikolay Bukhalov · Bulgaria              | Ivans Klementjevs · Letonia         | György Zala · Hungría               |
| Atlanta 1996        | Martin Doktor · República Checa          | Ivans Klementjevs · Letonia         | György Zala · Hungría               |
| Sídney 2000         | Andreas Dittmer · Alemania               | Ledis Balceiro · Cuba               | Stephen Giles · Canadá              |
| Atenas 2004         | David Cal · España                       | Andreas Dittmer · Alemania          | Attila Vajda · Hungría              |
| Beijing 2008        | Attila Vajda · Hungría                   | David Cal · España                  | Thomas Hall · Canadá                |
| Londres 2012        | Sebastian Brendel · Alemania             | David Cal · España                  | Mark Oldershaw · Canadá             |
| Río de Janeiro 2016 | Sebastian Brendel · Alemania             | Isaquias Queiroz · Brasil           | Ilia Shtokalov · Rusia              |
| Tokio 2020          | Isaquias Queiroz · Brasil                | Liu Hao · República Popular China   | Serghei Tarnovschi · Moldavia       |
| París 2024          | Martin Fuksa · República Checa           | Isaquias Queiroz · Brasil           | Serghei Tarnovschi · Moldavia       |

#### C-2 500 metros

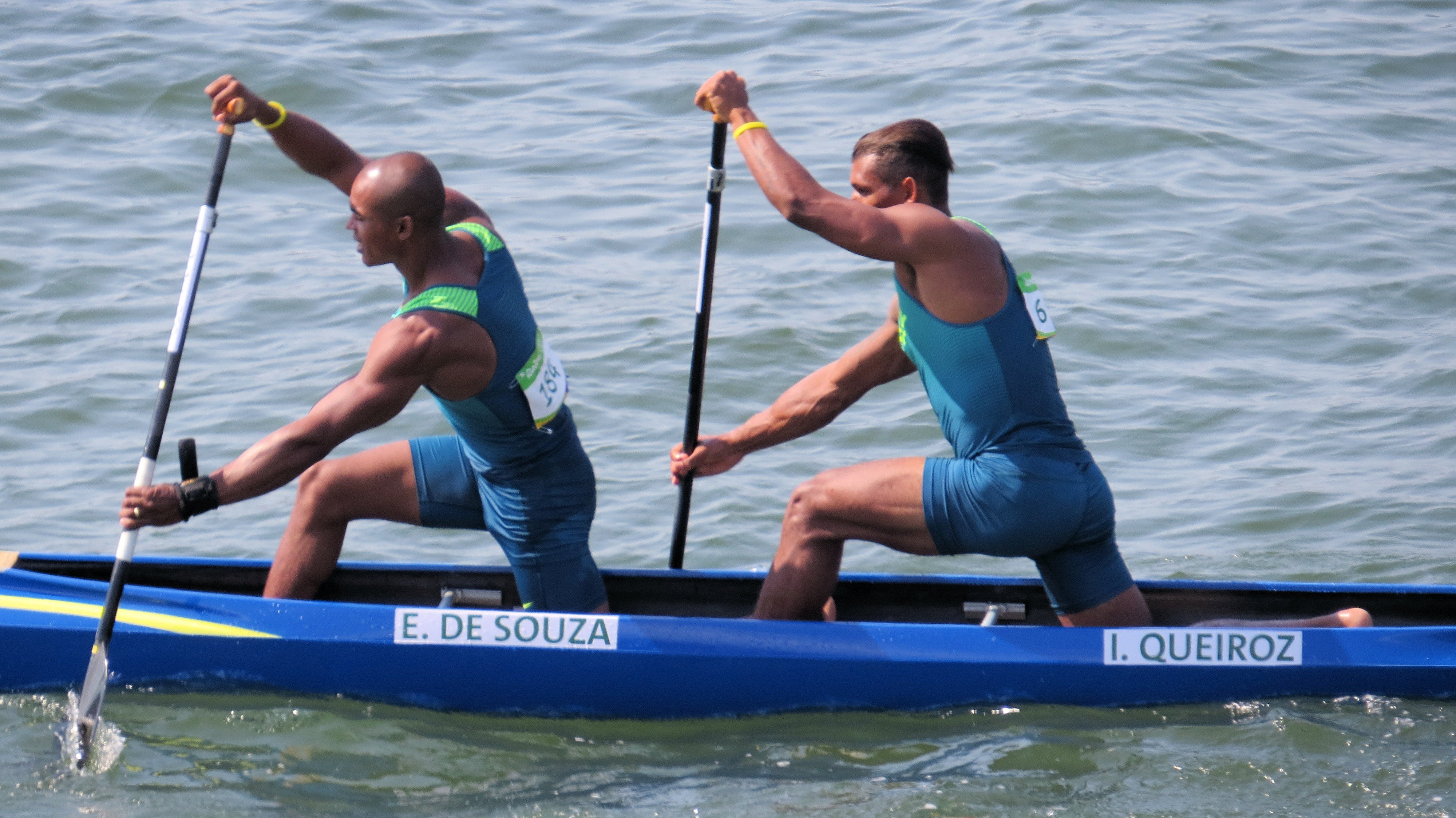
C2.

| Edición          | Oro                                                       | Plata                                            | Bronce                                          |
| ---------------- | --------------------------------------------------------- | ------------------------------------------------ | ----------------------------------------------- |
| Montreal 1976    | Unión Soviética · Alexandr Vinogradov · Serhei Petrenko   | Polonia · Jerzy Opara · Andrzej Gronowicz        | Hungría · Tamás Buday · Oszkár Frey             |
| Moscú 1980       | Hungría · László Foltán · István Vaskúti                  | Rumania · Ivan Patzaichin · Petre Capusta        | Bulgaria · Borislav Ananiev · Nikolai Ilkov     |
| Los Ángeles 1984 | Yugoslavia · Matija Ljubek · Mirko Nišović                | Rumania · Ivan Patzaichin · Toma Simionov        | España · Enrique Míguez · Narciso Suárez        |
| Seúl 1988        | Unión Soviética · Viktor Reneiski · Nicolae Juravschi     | Polonia · Marek Dopierała · Marek Łbik           | Francia · Philippe Renaud · Joël Bettin         |
| Barcelona 1992   | Equipo Unificado · Dmitri Dovgalionok · Alexandr Maseikov | Alemania · Ulrich Papke · Ingo Spelly            | Bulgaria · Martin Marinov · Blagovest Stoyanov  |
| Atlanta 1996     | Hungría · György Kolonics · Csaba Horváth                 | Moldavia · Viktor Reneiski · Nicolae Juravschi   | Rumania · Gheorghe Andriev · Grigore Obreja     |
| Sídney 2000      | Hungría · Ferenc Novák · Imre Pulai                       | Polonia · Daniel Jędraszko · Paweł Baraszkiewicz | Rumania · Mitică Pricop · Florin Popescu        |
| Atenas 2004      | República Popular China · Meng Guanliang · Yang Wenjun    | Cuba · Ibrahim Rojas · Ledis Balceiro            | Rusia · Alexander Kostoglod · Alexandr Kovaliov |
| Beijing 2008     | República Popular China · Meng Guanliang · Yang Wenjun    | Rusia · Serguei Uleguin · Alexander Kostoglod    | Alemania · Christian Gille · Tomasz Wylenzek    |
| 2012-2020        | Prueba no incluida en el programa olímpico                | Prueba no incluida en el programa olímpico       | Prueba no incluida en el programa olímpico      |
| París 2024       | República Popular China · Liu Hao · Ji Bowen              | Italia · Gabriele Casadei · Carlo Tacchini       | España · Joan Moreno · Diego Domínguez Martín   |

#### K-1 1000 metros

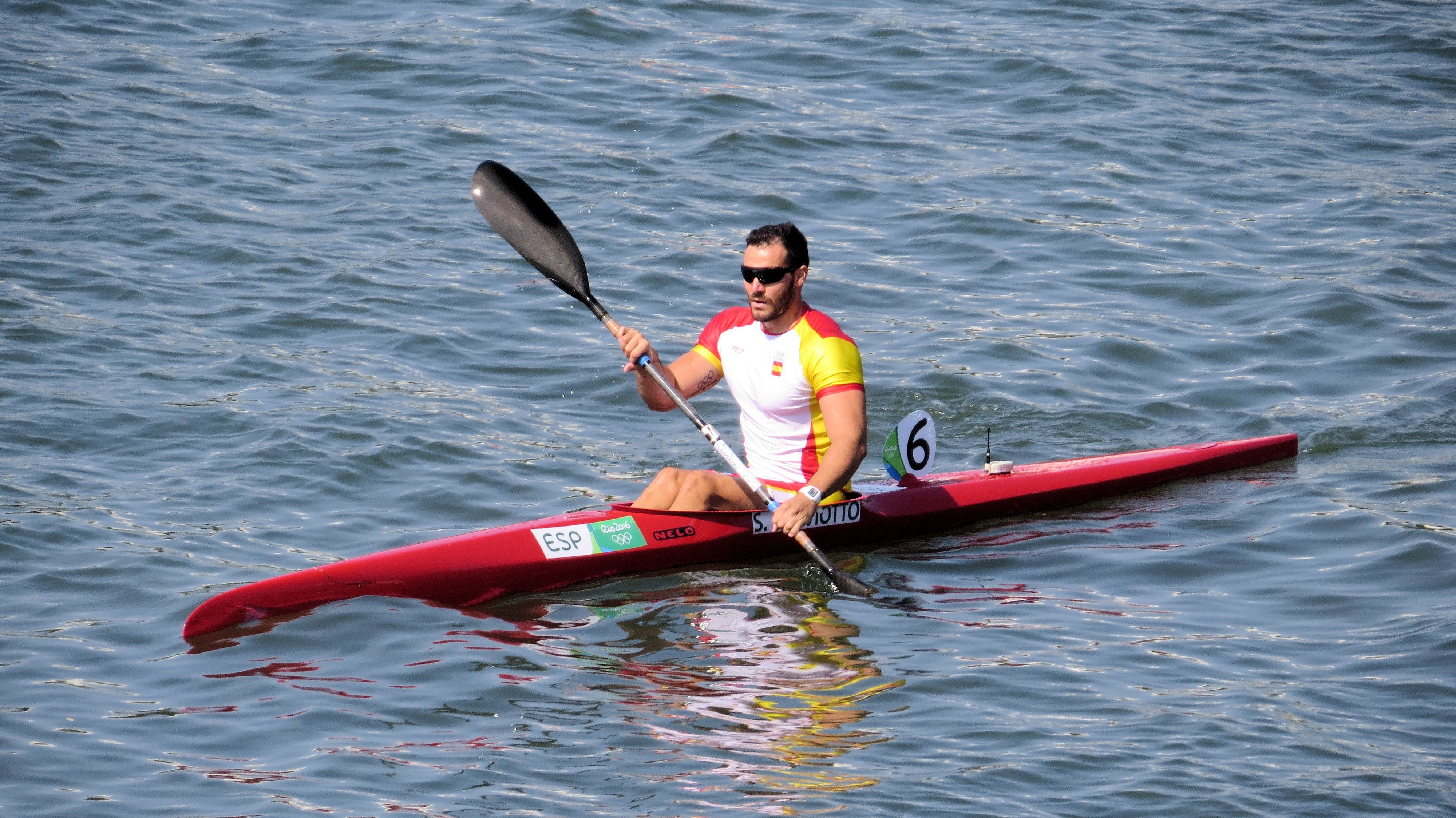
K1.

| Edición             | Oro                                    | Plata                                  | Bronce                             |
| ------------------- | -------------------------------------- | -------------------------------------- | ---------------------------------- |
| Berlín 1936         | Gregor Hradetzky · Austria             | Helmut Cämmerer · Alemania             | Jaap Kraaier · Países Bajos        |
| Londres 1948        | Gert Fredriksson · Suecia              | Johan Andersen · Dinamarca             | Henri Eberhardt · Francia          |
| Helsinki 1952       | Gert Fredriksson · Suecia              | Thorvald Strömberg · Finlandia         | Louis Gantois · Francia            |
| Melbourne 1956      | Gert Fredriksson · Suecia              | Igor Pisarev · Unión Soviética         | Lajos Kiss · Hungría               |
| Roma 1960           | Erik Hansen · Dinamarca                | Imre Szöllősi · Hungría                | Gert Fredriksson · Suecia          |
| Tokio 1964          | Rolf Peterson · Suecia                 | Mihály Hesz · Hungría                  | Aurel Vernescu · Rumania           |
| México 1968         | Mihály Hesz · Hungría                  | Aleksandr Shaparenko · Unión Soviética | Erik Hansen · Dinamarca            |
| Múnich 1972         | Aleksandr Shaparenko · Unión Soviética | Rolf Peterson · Suecia                 | Géza Csapó · Hungría               |
| Montreal 1976       | Rüdiger Helm · Alemania Oriental       | Géza Csapó · Hungría                   | Vasile Dîba · Rumania              |
| Moscú 1980          | Rüdiger Helm · Alemania Oriental       | Alain Lebas · Francia                  | Ion Bîrlădeanu · Rumania           |
| Los Ángeles 1984    | Alan Thompson · Nueva Zelanda          | Milan Janić · Yugoslavia               | Greg Barton · Estados Unidos       |
| Seúl 1988           | Greg Barton · Estados Unidos           | Grant Davies · Australia               | André Wohllebe · Alemania Oriental |
| Barcelona 1992      | Clint Robinson · Australia             | Knut Holmann · Noruega                 | Greg Barton · Estados Unidos       |
| Atlanta 1996        | Knut Holmann · Noruega                 | Beniamino Bonomi · Italia              | Clint Robinson · Australia         |
| Sídney 2000         | Knut Holmann · Noruega                 | Petar Merkov · Bulgaria                | Tim Brabants · Reino Unido         |
| Atenas 2004         | Eirik Verås Larsen · Noruega           | Ben Fouhy · Nueva Zelanda              | Adam van Koeverden · Canadá        |
| Beijing 2008        | Tim Brabants · Reino Unido             | Eirik Verås Larsen · Noruega           | Ken Wallace · Australia            |
| Londres 2012        | Eirik Verås Larsen · Noruega           | Adam van Koeverden · Canadá            | Max Hoff · Alemania                |
| Río de Janeiro 2016 | Marcus Walz · España                   | Josef Dostál · República Checa         | Roman Anoshkin · Rusia             |
| Tokio 2020          | Bálint Kopasz · Hungría                | Ádám Varga · Hungría                   | Fernando Pimenta · Portugal        |
| París 2024          | Josef Dostál · República Checa         | Ádám Varga · Hungría                   | Bálint Kopasz · Hungría            |

#### K-2 500 metros

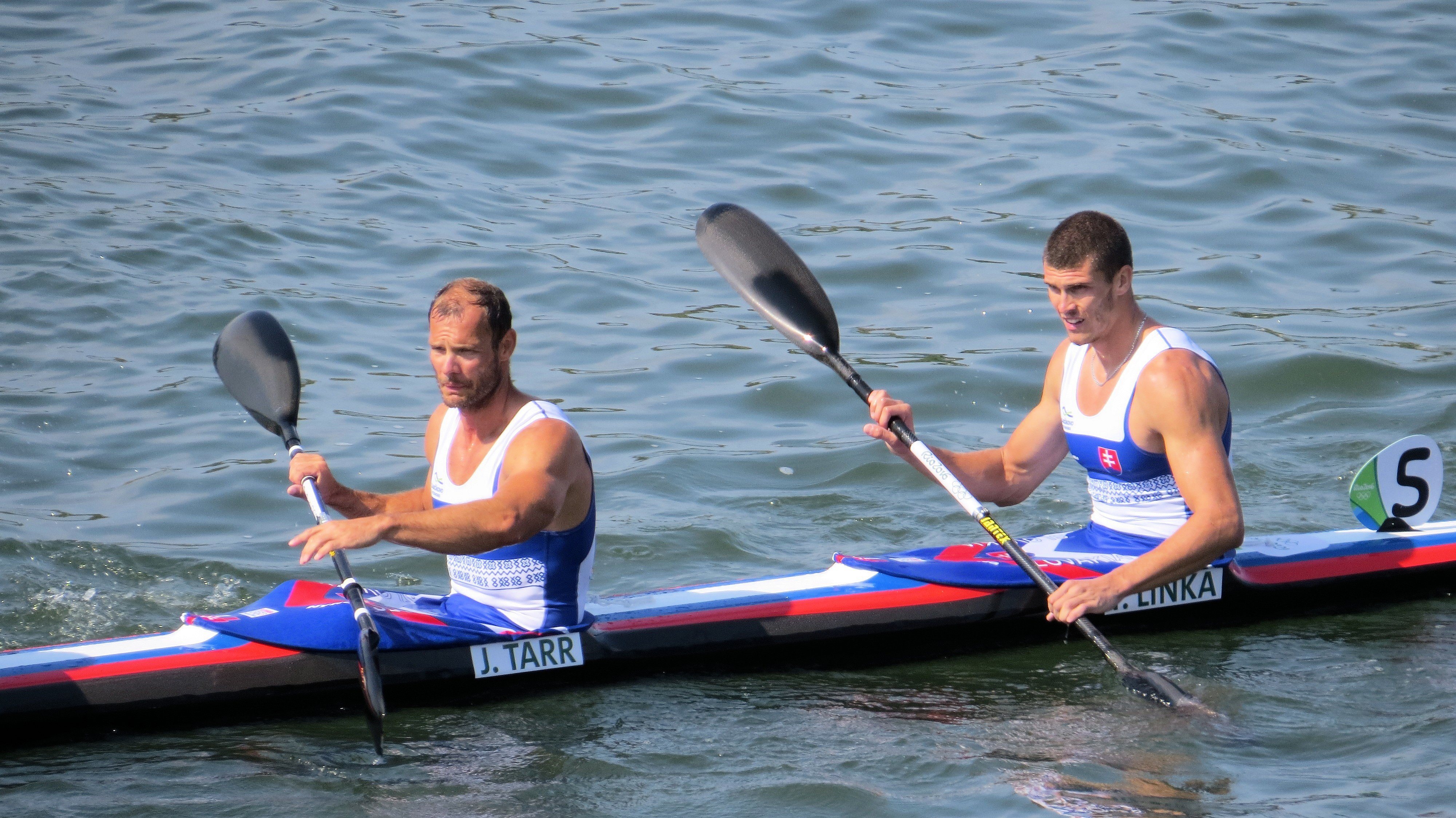
K2.

| Edición          | Oro                                                      | Plata                                                  | Bronce                                             |
| ---------------- | -------------------------------------------------------- | ------------------------------------------------------ | -------------------------------------------------- |
| Montreal 1976    | Alemania Oriental · Joachim Mattern · Bernd Olbricht     | Unión Soviética · Vladimir Romanovsky · Serhei Nahorny | Rumania · Larion Serghei · Policarp Malîhin        |
| Moscú 1980       | Unión Soviética · Sergei Chukhray · Vladimir Parfenovich | España · Herminio Menéndez · Guillermo del Riego       | Alemania Oriental · Rüdiger Helm · Bernd Olbricht  |
| Los Ángeles 1984 | Nueva Zelanda · Ian Ferguson · Paul MacDonald            | Suecia · Per-Inge Bengtsson · Lars-Erik Moberg         | Canadá · Hugh Fisher · Alwyn Morris                |
| Seúl 1988        | Nueva Zelanda · Ian Ferguson · Paul MacDonald            | Unión Soviética · Igor Nagayev · Viktor Denisov        | Hungría · Attila Ábrahám · Ferenc Csipes           |
| Barcelona 1992   | Alemania · Kay Bluhm · Torsten Gutsche                   | Polonia · Maciej Freimut · Wojciech Kurpiewski         | Italia · Bruno Dreossi · Antonio Rossi             |
| Atlanta 1996     | Alemania · Kay Bluhm · Torsten Gutsche                   | Italia · Beniamino Bonomi · Daniele Scarpa             | Australia · Daniel Collins · Andrew Trim           |
| Sídney 2000      | Hungría · Zoltán Kammerer · Botond Storcz                | Australia · Daniel Collins · Andrew Trim               | Alemania · Ronald Rauhe · Tim Wieskötter           |
| Atenas 2004      | Alemania · Ronald Rauhe · Tim Wieskötter                 | Australia · Clint Robinson · Nathan Baggaley           | Bielorrusia · Raman Piatrushenka · Vadzim Makhneu  |
| Beijing 2008     | España · Saúl Craviotto · Carlos Pérez Rial              | Alemania · Ronald Rauhe · Tim Wieskötter               | Bielorrusia · Raman Piatrushenka · Vadzim Makhneu  |
| 2012-2020        | Prueba no incluida en el programa olímpico               | Prueba no incluida en el programa olímpico             | Prueba no incluida en el programa olímpico         |
| París 2024       | Alemania · Jacob Schopf · Max Lemke                      | Hungría · Bence Nádas · Sándor Tótka                   | Australia · Jean van der Westhuyzen · Thomas Green |

#### K-4 500 metros

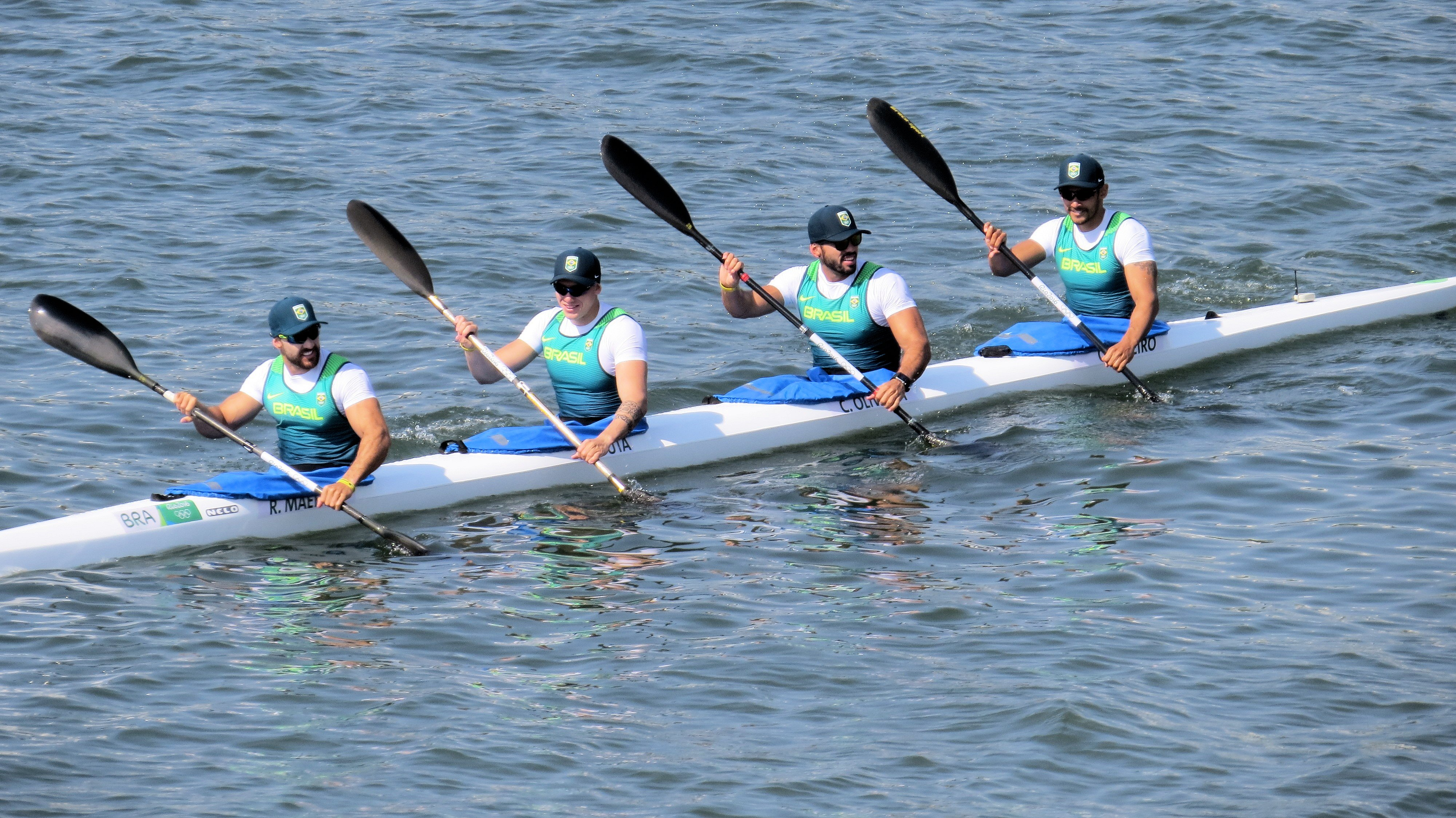
K4.

| Edición    | Oro                                                                 | Plata                                                                                   | Bronce                                                                        |
| ---------- | ------------------------------------------------------------------- | --------------------------------------------------------------------------------------- | ----------------------------------------------------------------------------- |
| Tokio 2020 | Alemania Max Rendschmidt · Ronald Rauhe · Tom Liebscher · Max Lemke | España Saúl Craviotto · Marcus Walz · Carlos Arévalo · Rodrigo Germade                  | Eslovaquia Samuel Baláž · Denis Myšák · Erik Vlček · Adam Botek               |
| París 2024 | Alemania Max Rendschmidt · Max Lemke · Jacob Schopf · Tom Liebscher | Australia Riley Fitzsimmons · Pierre van der Westhuyzen · Jackson Collins · Noah Havard | España Saúl Craviotto · Carlos Arévalo · Marcus Cooper Walz · Rodrigo Germade |

### Piragüismo Eslalon

#### C-1

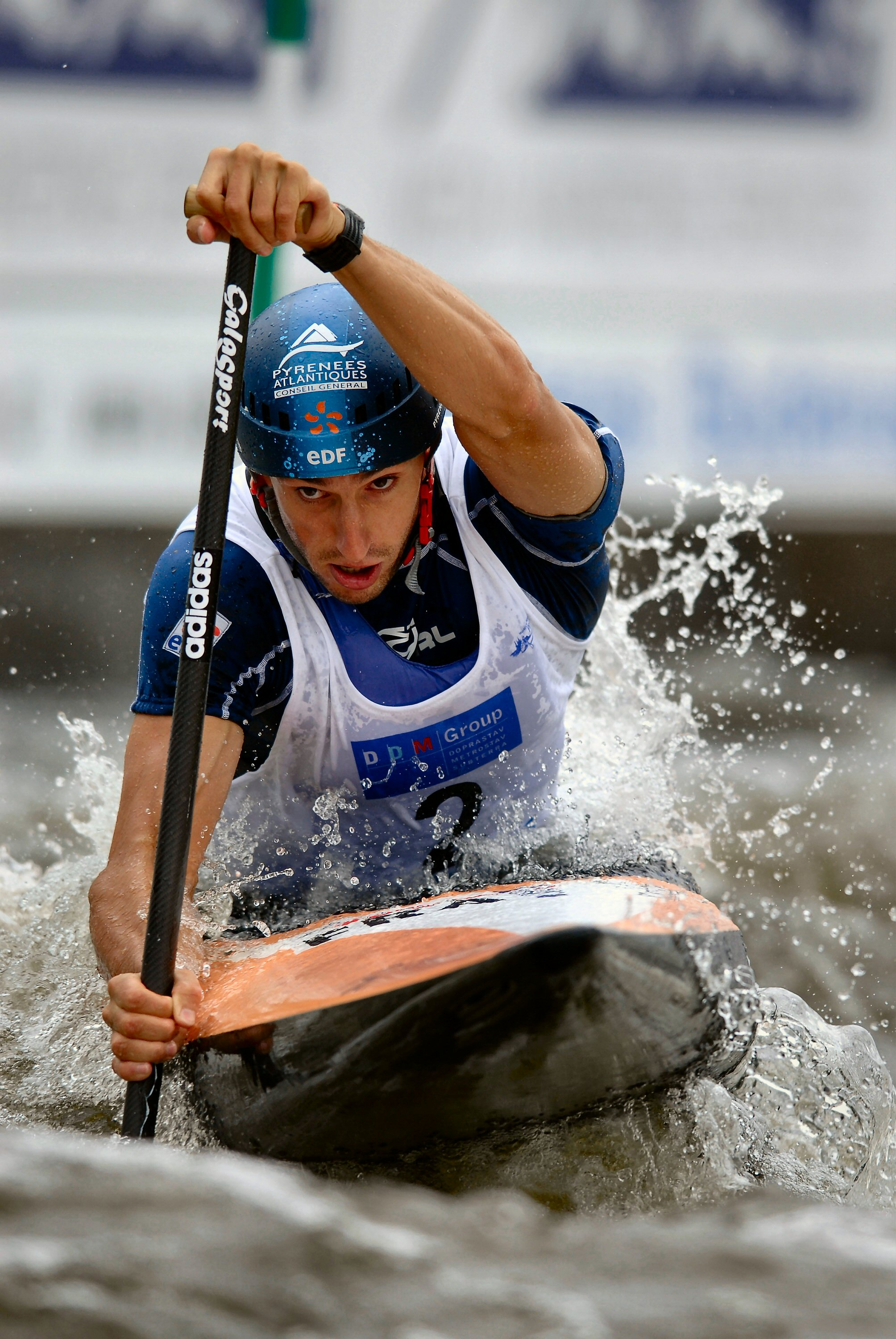
C1 Eslalon (Tony Estanguet).

| Edición             | Oro                                        | Plata                                      | Bronce                                     |
| ------------------- | ------------------------------------------ | ------------------------------------------ | ------------------------------------------ |
| Múnich 1972         | Reinhard Eiben · Alemania Oriental         | Reinhold Kauder · Alemania Occidental      | Jamie McEwan · Estados Unidos              |
| 1976–1988           | Prueba no incluida en el programa olímpico | Prueba no incluida en el programa olímpico | Prueba no incluida en el programa olímpico |
| Barcelona 1992      | Lukáš Pollert · Checoslovaquia             | Gareth Marriott · Reino Unido              | Jacky Avril · Francia                      |
| Atlanta 1996        | Michal Martikán · Eslovaquia               | Lukáš Pollert · República Checa            | Patrice Estanguet · Francia                |
| Sídney 2000         | Tony Estanguet · Francia                   | Michal Martikán · Eslovaquia               | Juraj Minčík · Eslovaquia                  |
| Atenas 2004         | Tony Estanguet · Francia                   | Michal Martikán · Eslovaquia               | Stefan Pfannmöller · Alemania              |
| Beijing 2008        | Michal Martikán · Eslovaquia               | David Florence · Reino Unido               | Robin Bell · Australia                     |
| Londres 2012        | Tony Estanguet · Francia                   | Sideris Tasiadis · Alemania                | Michal Martikán · Eslovaquia               |
| Río de Janeiro 2016 | Denis Gargaud-Chanut · Francia             | Matej Beňuš · Eslovaquia                   | Takuya Haneda · Japón                      |
| Tokio 2020          | Benjamin Savšek · Eslovenia                | Lukáš Rohan · República Checa              | Sideris Tasiadis · Alemania                |
| París 2024          | Nicolas Gestin · Francia                   | Adam Burgess · Reino Unido                 | Matej Beňuš · Eslovaquia                   |

#### K-1

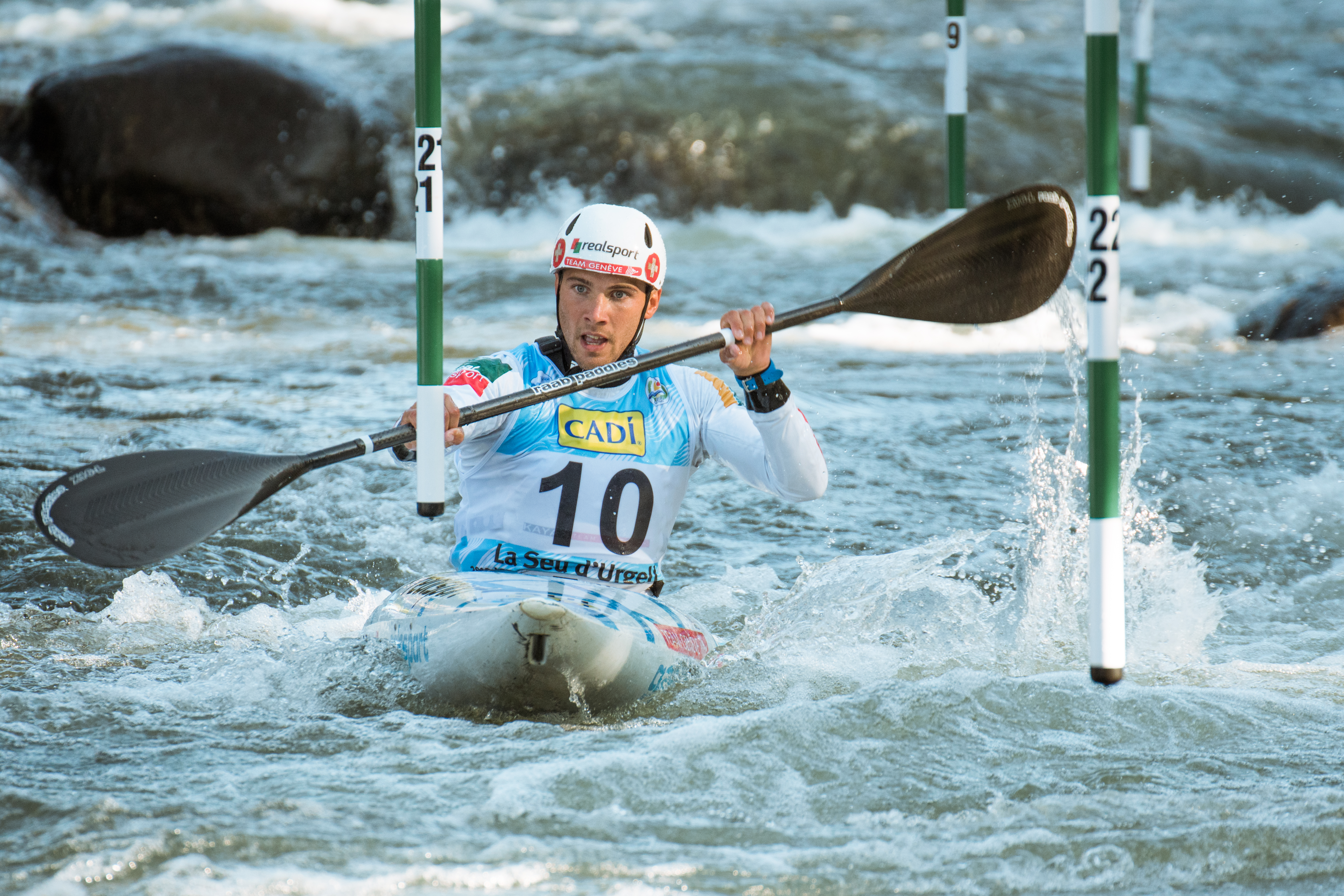
K1 Eslalon.

| Edición             | Oro                                        | Plata                                      | Bronce                                     |
| ------------------- | ------------------------------------------ | ------------------------------------------ | ------------------------------------------ |
| Múnich 1972         | Siegbert Horn · Alemania Oriental          | Norbert Sattler · Austria                  | Harald Gimpel · Alemania Oriental          |
| 1976–1988           | Prueba no incluida en el programa olímpico | Prueba no incluida en el programa olímpico | Prueba no incluida en el programa olímpico |
| Barcelona 1992      | Pierpaolo Ferrazzi · Italia                | Sylvain Curinier · Francia                 | Jochen Lettmann · Alemania                 |
| Atlanta 1996        | Oliver Fix · Alemania                      | Andraž Vehovar · Eslovenia                 | Thomas Becker · Alemania                   |
| Sídney 2000         | Thomas Schmidt · Alemania                  | Paul Ratcliffe · Reino Unido               | Pierpaolo Ferrazzi · Italia                |
| Atenas 2004         | Benoît Peschier · Francia                  | Campbell Walsh · Reino Unido               | Fabien Lefèvre · Francia                   |
| Beijing 2008        | Alexander Grimm · Alemania                 | Fabien Lefèvre · Francia                   | Benjamin Boukpeti · Togo                   |
| Londres 2012        | Daniele Molmenti · Italia                  | Vavřinec Hradilek · República Checa        | Hannes Aigner · Alemania                   |
| Río de Janeiro 2016 | Joseph Clarke · Reino Unido                | Peter Kauzer · Eslovenia                   | Jiří Prskavec · República Checa            |
| Tokio 2020          | Jiří Prskavec · República Checa            | Jakub Grigar · Eslovaquia                  | Hannes Aigner · Alemania                   |
| París 2024          | Giovanni De Gennaro · Italia               | Titouan Castryck · Francia                 | Pau Echaniz · España                       |

#### K-1 cross
| Edición    | Oro                          | Plata                       | Bronce                |
| ---------- | ---------------------------- | --------------------------- | --------------------- |
| París 2024 | Finn Butcher · Nueva Zelanda | Joseph Clarke · Reino Unido | Noah Hegge · Alemania |

## Pruebas descontinuadas

### Piragüismo en aguas tranquilas

#### C-1 200 metros
| Edición             | Oro                    | Plata                            | Bronce                     |
| ------------------- | ---------------------- | -------------------------------- | -------------------------- |
| Londres 2012        | Yuriy Cheban · Ucrania | Ivan Shtyl · Rusia               | Alfonso Benavides · España |
| Río de Janeiro 2016 | Yuriy Cheban · Ucrania | Valentin Demyanenko · Azerbaiyán | Isaquias Queiroz · Brasil  |

#### C-1 500 metros
| Edición          | Oro                                 | Plata                               | Bronce                            |
| ---------------- | ----------------------------------- | ----------------------------------- | --------------------------------- |
| Montreal 1976    | Alexandr Rogov · Unión Soviética    | John Wood · Canadá                  | Matija Ljubek · Yugoslavia        |
| Moscú 1980       | Sergei Postrekhin · Unión Soviética | Lyubomir Lyubenov · Bulgaria        | Olaf Heukrodt · Alemania Oriental |
| Los Ángeles 1984 | Larry Cain · Canadá                 | Henning Lynge Jakobsen · Dinamarca  | Costicǎ Olaru · Rumania           |
| Seúl 1988        | Olaf Heukrodt · Alemania Oriental   | Michał Śliwiński · Unión Soviética  | Martin Marinov · Bulgaria         |
| Barcelona 1992   | Nikolay Bukhalov · Bulgaria         | Michał Śliwiński · Equipo Unificado | Olaf Heukrodt · Alemania          |
| Atlanta 1996     | Martin Doktor · República Checa     | Slavomír Kňazovický · Eslovaquia    | Imre Pulai · Hungría              |
| Sídney 2000      | György Kolonics · Hungría           | Maxim Opalev · Rusia                | Andreas Dittmer · Alemania        |
| Atenas 2004      | Andreas Dittmer · Alemania          | David Cal · España                  | Maxim Opalev · Rusia              |
| Beijing 2008     | Maxim Opalev · Rusia                | David Cal · España                  | Yuriy Cheban · Ucrania            |

#### C-1 10000 metros
| Edición        | Oro                              | Plata                         | Bronce                             |
| -------------- | -------------------------------- | ----------------------------- | ---------------------------------- |
| Londres 1948   | František Čapek · Checoslovaquia | Frank Havens · Estados Unidos | Norman Lane · Canadá               |
| Helsinki 1952  | Frank Havens · Estados Unidos    | Gábor Novák · Hungría         | Alfréd Jindra · Checoslovaquia     |
| Melbourne 1956 | Leon Rotman · Rumania            | János Parti · Hungría         | Gennady Bukharin · Unión Soviética |

#### C-2 1000 metros
| Edición             | Oro                                                       | Plata                                                     | Bronce                                            |
| ------------------- | --------------------------------------------------------- | --------------------------------------------------------- | ------------------------------------------------- |
| Berlín 1936         | Checoslovaquia · Jan Brzák-Felix · Vladimír Syrovátka     | Austria · Rupert Weinstabl · Karl Proisl                  | Canadá · Frank Saker · Harvey Charters            |
| Londres 1948        | Checoslovaquia · Jan Brzák-Felix · Bohumil Kudrna         | Estados Unidos · Steven Lysak · Stephen Macknowski        | Francia · Georges Dransart · Georges Gandil       |
| Helsinki 1952       | Dinamarca · Bent Peder Rasch · Finn Haunstoft             | Checoslovaquia · Jan Brzák-Felix · Bohumil Kudrna         | Alemania · Egon Drews · Wilfried Soltau           |
| Melbourne 1956      | Rumania · Alexe Dumitru · Simion Ismailciuc               | Unión Soviética · Pavel Kharin · Gratsian Botev           | Hungría · Károly Wieland · Ferenc Mohácsi         |
| Roma 1960           | Unión Soviética · Leonid Geishtor · Sergei Makarenko      | Italia · Aldo Dezi · Francesco La Macchia                 | Hungría · Imre Farkas · András Törő               |
| Tokio 1964          | Unión Soviética · Andrei Khimich · Stepan Oshchepkov      | Francia · Jean Boudehen · Michel Chapuis                  | Dinamarca · Peer Nielsen · John Sørensen          |
| México 1968         | Rumania · Ivan Patzaichin · Serghei Covaliov              | Hungría · Tamás Wichmann · Gyula Petrikovics              | Unión Soviética · Naum Prokupets · Mijail Zamotin |
| Múnich 1972         | Unión Soviética · Vladas Česiūnas · Yuri Lobanov          | Rumania · Ivan Patzaichin · Serghei Covaliov              | Bulgaria · Fedia Damianov · Ivan Burtchin         |
| Montreal 1976       | Unión Soviética · Serhei Petrenko · Aleksandr Vinogradov  | Rumania · Gheorghe Danielov · Gheorghe Simionov           | Hungría · Tamás Buday · Oszkár Frey               |
| Moscú 1980          | Rumania · Ivan Patzaichin · Toma Simionov                 | Alemania Oriental · Olaf Heukrodt · Uwe Madeja            | Unión Soviética · Vasyl Yurchenko · Yuri Lobanov  |
| Los Ángeles 1984    | Rumania · Ivan Patzaichin · Toma Simionov                 | Yugoslavia · Matija Ljubek · Mirko Nišović                | Francia · Didier Hoyer · Eric Renaud              |
| Seúl 1988           | Unión Soviética · Viktor Reneiski · Nicolae Juravschi     | Alemania Oriental · Olaf Heukrodt · Ingo Spelly           | Polonia · Marek Dopierała · Marek Łbik            |
| Barcelona 1992      | Alemania · Ulrich Papke · Ingo Spelly                     | Dinamarca · Arne Nielsson · Christian Frederiksen         | Francia · Didier Hoyer · Olivier Boivin           |
| Atlanta 1996        | Alemania · Andreas Dittmer · Gunar Kirchbach              | Rumania · Marcel Glavan · Antonel Borsan                  | Hungría · Csaba Horváth · György Kolonics         |
| Sídney 2000         | Rumania · Florin Popescu · Mitică Pricop                  | Cuba · Ibrahim Rojas · Leobaldo Pereira                   | Alemania · Stefan Uteß · Lars Kober               |
| Atenas 2004         | Alemania · Christian Gille · Tomasz Wylenzek              | Rusia · Aleksandr Kostoglod · Aleksandr Kovalyov          | Hungría · György Kozmann · György Kolonics        |
| Beijing 2008        | Bielorrusia · Aliaksandr Bahdanovich · Andrei Bahdanovich | Alemania · Christian Gille · Tomasz Wylenzek              | Hungría · György Kozmann · Tamás Kiss             |
| Londres 2012        | Alemania · Peter Kretschmer · Kurt Kuschela               | Bielorrusia · Aliaksandr Bahdanovich · Andrei Bahdanovich | Rusia · Alexey Korovashkov · Ilya Pervukhin       |
| Río de Janeiro 2016 | Alemania · Sebastian Brendel · Jan Vandrey                | Brasil · Erlon Silva · Isaquias Queiroz                   | Ucrania · Dmytro Yanchuk · Taras Mishchuk         |
| Tokio 2020          | Cuba · Serguey Torres · Fernando Jorge                    | República Popular China · Liu Hao · Zheng Pengfei         | Alemania · Sebastian Brendel · Tim Hecker         |

#### C-2 10000 metros
| Edición        | Oro                                                | Plata                                      | Bronce                                      |
| -------------- | -------------------------------------------------- | ------------------------------------------ | ------------------------------------------- |
| Berlín 1936    | Checoslovaquia · Václav Mottl · Zdeněk Škrland     | Canadá · Frank Saker · Harvey Charters     | Austria · Rupert Weinstabl · Karl Proisl    |
| Londres 1948   | Estados Unidos · Steven Lysak · Stephen Macknowski | Checoslovaquia · Václav Havel · Jiří Pecka | Francia · Georges Dransart · Georges Gandil |
| Helsinki 1952  | Francia · Georges Turlier · Jean Laudet            | Canadá · Kenneth Lane · Donald Hawgood     | Alemania · Egon Drews · Wilfried Soltau     |
| Melbourne 1956 | Unión Soviética · Pavel Kharin · Gratsian Botev    | Francia · Georges Dransart · Marcel Renaud | Hungría · Imre Farkas · József Hunics       |

#### K-1 200 metros
| Edición             | Oro                       | Plata                     | Bronce                                         |
| ------------------- | ------------------------- | ------------------------- | ---------------------------------------------- |
| Londres 2012        | Ed McKeever · Reino Unido | Saúl Craviotto · España   | Mark de Jonge · Canadá                         |
| Río de Janeiro 2016 | Liam Heath · Reino Unido  | Maxime Beaumont · Francia | Saúl Craviotto · EspañaRonald Rauhe · Alemania |
| Tokio 2020          | Sándor Tótka · Hungría    | Manfredi Rizza · Italia   | Liam Heath · Reino Unido                       |

#### K-1 500 metros
| Edición          | Oro                                    | Plata                              | Bronce                           |
| ---------------- | -------------------------------------- | ---------------------------------- | -------------------------------- |
| Montreal 1976    | Vasile Dîba · Rumania                  | Zoltán Sztanity · Hungría          | Rüdiger Helm · Alemania Oriental |
| Moscú 1980       | Vladimir Parfenovich · Unión Soviética | John Sumegi · Australia            | Vasile Dîba · Rumania            |
| Los Ángeles 1984 | Ian Ferguson · Nueva Zelanda           | Lars-Erik Moberg · Suecia          | Bernard Brégeon · Francia        |
| Seúl 1988        | Zsolt Gyulay · Hungría                 | Andreas Stähle · Alemania Oriental | Paul MacDonald · Nueva Zelanda   |
| Barcelona 1992   | Mikko Kolehmainen · Finlandia          | Zsolt Gyulay · Hungría             | Knut Holmann · Noruega           |
| Atlanta 1996     | Antonio Rossi · Italia                 | Knut Holmann · Noruega             | Piotr Markiewicz · Polonia       |
| Sídney 2000      | Knut Holmann · Noruega                 | Petar Merkov · Bulgaria            | Michael Kolganov · Israel        |
| Atenas 2004      | Adam van Koeverden · Canadá            | Nathan Baggaley · Australia        | Ian Wynne · Reino Unido          |
| Beijing 2008     | Ken Wallace · Australia                | Adam van Koeverden · Canadá        | Tim Brabants · Reino Unido       |

#### K-1 10000 metros
| Edición        | Oro                            | Plata                        | Bronce                                    |
| -------------- | ------------------------------ | ---------------------------- | ----------------------------------------- |
| Berlín 1936    | Ernst Krebs · Alemania         | Fritz Landertinger · Austria | Ernest Riedel · Estados Unidos            |
| Londres 1948   | Gert Fredriksson · Suecia      | Kurt Wires · Finlandia       | Eivind Skabo · Noruega                    |
| Helsinki 1952  | Thorvald Strömberg · Finlandia | Gert Fredriksson · Suecia    | Michael Scheuer · Alemania                |
| Melbourne 1956 | Gert Fredriksson · Suecia      | Ferenc Hatlaczky · Hungría   | Michael Scheuer · Equipo Alemán Unificado |

#### K-1 4 × 500 metros relevos
| Edición   | Oro                                                                                       | Plata                                                                  | Bronce                                                               |
| --------- | ----------------------------------------------------------------------------------------- | ---------------------------------------------------------------------- | -------------------------------------------------------------------- |
| Roma 1960 | Equipo Alemán UnificadoDieter Krause · Günther Perleberg · Paul Lange · Friedhelm Wentzke | HungríaImre Szöllősi · Imre Kemecsey · András Szente · György Mészáros | DinamarcaErik Hansen · Helmuth Sørensen · Arne Høyer · Erling Jessen |

#### K-2 200 metros
| Edición             | Oro                                          | Plata                                             | Bronce                                          |
| ------------------- | -------------------------------------------- | ------------------------------------------------- | ----------------------------------------------- |
| Londres 2012        | Rusia · Alexander Dyachenko · Yury Postrigay | Bielorrusia · Raman Piatrushenka · Vadzim Makhneu | Reino Unido · Liam Heath · Jon Schofield        |
| Río de Janeiro 2016 | España · Saúl Craviotto · Cristian Toro      | Reino Unido · Liam Heath · Jonathan Schofield     | Lituania · Edvinas Ramanauskas · Aurimas Lankas |

#### K-2 1000 metros
| Edición             | Oro                                                             | Plata                                                | Bronce                                                |
| ------------------- | --------------------------------------------------------------- | ---------------------------------------------------- | ----------------------------------------------------- |
| Berlín 1936         | Austria · Adolf Kainz · Alfons Dorfner                          | Alemania · Ewald Tilker · Fritz Bondroit             | Países Bajos · Nicolaas Tates · Wim van der Kroft     |
| Londres 1948        | Suecia · Hans Berglund · Lennart Klingström                     | Dinamarca · Ejvind Hansen · Jakob Jensen             | Finlandia · Thor Axelsson · Nils Björklöf             |
| Helsinki 1952       | Finlandia · Kurt Wires · Yrjö Hietanen                          | Suecia · Lars Glasser · Ingemar Hedberg              | Austria · Maximilian Raub · Herbert Wiedermann        |
| Melbourne 1956      | Equipo Alemán Unificado · Meinrad Miltenberger · Michel Scheuer | Unión Soviética · Anatoly Demitkov · Mijail Kaaleste | Austria · Maximilian Raub · Herbert Wiedermann        |
| Roma 1960           | Suecia · Gert Fredriksson · Sven-Olov Sjödelius                 | Hungría · György Mészáros · András Szente            | Polonia · Stefan Kapłaniak · Władysław Zieliński      |
| Tokio 1964          | Suecia · Gunnar Utterberg · Sven-Olov Sjödelius                 | Países Bajos · Antonius Geurts · Paul Hoekstra       | Equipo Alemán Unificado · Heinz Büker · Holger Zander |
| México 1968         | Unión Soviética · Aleksandr Shaparenko · Vladimir Morozov       | Hungría · Csaba Giczi · István Timár                 | Austria · Gerhard Seibold · Günther Pfaff             |
| Múnich 1972         | Unión Soviética · Nikolái Gorbachov · Viktor Kratasiuk          | Hungría · József Deme · János Rátkai                 | Polonia · Władysław Szuszkiewicz · Rafał Piszcz       |
| Montreal 1976       | Unión Soviética · Vladimir Romanovsky · Serhei Nahorny          | Alemania Oriental · Joachim Mattern · Bernd Olbricht | Hungría · Zoltán Bakó · István Szabó                  |
| Moscú 1980          | Unión Soviética · Sergei Chukhray · Vladimir Parfenovich        | Hungría · István Szabó · István Joós                 | España · Luis Gregorio Ramos · Herminio Menéndez      |
| Los Ángeles 1984    | Canadá · Hugh Fisher · Alwyn Morris                             | Francia · Bernard Brégeon · Patrick Lefoulon         | Australia · Barry Kelly · Grant Kenny                 |
| Seúl 1988           | Estados Unidos · Greg Barton · Norman Bellingham                | Nueva Zelanda · Ian Ferguson · Paul MacDonald        | Australia · Peter Foster · Kelvin Graham              |
| Barcelona 1992      | Alemania · Kay Bluhm · Torsten Gutsche                          | Suecia · Gunnar Olsson · Kalle Sundqvist             | Polonia · Grzegorz Kotowicz · Dariusz Białkowski      |
| Atlanta 1996        | Italia · Antonio Rossi · Daniele Scarpa                         | Alemania · Kay Bluhm · Torsten Gutsche               | Bulgaria · Andrian Dushev · Milko Kazanov             |
| Sídney 2000         | Italia · Antonio Rossi · Beniamino Bonomi                       | Suecia · Markus Oscarsson · Henrik Nilsson           | Hungría · Krisztián Bártfai · Krisztián Veréb         |
| Atenas 2004         | Suecia · Markus Oscarsson · Henrik Nilsson                      | Italia · Antonio Rossi · Beniamino Bonomi            | Noruega · Eirik Verås Larsen · Nils Olav Fjeldheim    |
| Beijing 2008        | Alemania · Andreas Ihle · Martin Hollstein                      | Dinamarca · Kim Wraae Knudsen · René Holten Poulsen  | Italia · Andrea Facchin · Antonio Scaduto             |
| Londres 2012        | Hungría · Rudolf Dombi · Roland Kökény                          | Portugal · Fernando Pimenta · Emanuel Silva          | Alemania · Andreas Ihle · Martin Hollstein            |
| Río de Janeiro 2016 | Alemania · Max Rendschmidt · Marcus Gross                       | Serbia · Marko Tomićević · Milenko Zorić             | Australia · Ken Wallace · Lachlan Tame                |
| Tokio 2020          | Australia · Jean van der Westhuyzen · Thomas Green              | Alemania · Max Hoff · Jacob Schopf                   | República Checa · Josef Dostál · Radek Šlouf          |

#### K-2 10000 metros
| Edición        | Oro                                         | Plata                                                  | Bronce                                    |
| -------------- | ------------------------------------------- | ------------------------------------------------------ | ----------------------------------------- |
| Berlín 1936    | Alemania · Paul Wevers · Ludwig Landen      | Austria · Viktor Kalisch · Karl Steinhuber             | Suecia · Tage Fahlborg · Helge Larsson    |
| Londres 1948   | Suecia · Gunnar Åkerlund · Hans Wetterström | Noruega · Ivar Mathisen · Knut Østby                   | Finlandia · Thor Axelsson · Nils Björklöf |
| Helsinki 1952  | Finlandia · Kurt Wires · Yrjö Hietanen      | Suecia · Gunnar Åkerlund · Hans Wetterström            | Hungría · Ferenc Varga · József Gurovits  |
| Melbourne 1956 | Hungría · János Urányi · László Fábián      | Equipo Alemán Unificado · Fritz Briel · Theodor Kleine | Australia · Dennis Green · Walter Brown   |

#### K-4 1000 metros
| Edición             | Oro                                                                                       | Plata                                                                                                | Bronce                                                                                  |
| ------------------- | ----------------------------------------------------------------------------------------- | --- | --------------------------------------------------------------------------------------- |
| Tokio 1964          | Unión Soviética Nikolai Chuzhikov · Anatoli Grishin · Vyacheslav Ionov · Vladimir Morozov | Equipo Alemán Unificado Günther Perleberg · Bernhard Schulze · Friedhelm Wentzke · Holger Zander     | Rumania Simion Cuciuc · Atanase Sciotnic · Mihai Ţurcaş · Aurel Vernescu                |
| México 1968         | Noruega Steinar Amundsen · Tore Berger · Egil Søby · Jan Johansen                         | Rumania Anton Calenic · Haralambie Ivanov · Dimitrie Ivanov · Mihai Ţurcaş                           | Hungría Csaba Giczy · Imre Szöllősi · István Timár · István Csizmadia                   |
| Múnich 1972         | Unión Soviética Yuri Filatov · Yuri Stetsenko · Valeri Didenko · Vladimir Morozov         | Rumania Aurel Vernescu · Mihai Zafiu · Roman Vartolomeu · Atanase Sciotnic                           | Noruega Egil Søby · Steinar Amundsen · Tore Berger · Jan Johansen                       |
| Montreal 1976       | Unión Soviética Sergei Chukhray · Aleksandr Degtyarev · Yuri Filatov · Vladimir Morozov   | España José María Esteban Celorrio · José Ramón López Díaz · Herminio Menéndez · Luis Gregorio Ramos | Alemania Oriental Frank-Peter Bischof · Bernd Duvigneau · Rüdiger Helm · Jürgen Lehnert |
| Moscú 1980          | Alemania Oriental Rüdiger Helm · Bernd Olbricht · Harald Marg · Bernd Duvigneau           | Rumania Mihai Zafiu · Vasile Dîba · Ion Geantă · Nicuşor Eşanu                                       | Bulgaria Borislav Borisov · Bozhidar Milenkov · Lazar Khristov · Ivan Manev             |
| Los Ángeles 1984    | Nueva Zelanda Grant Bramwell · Ian Ferguson · Paul MacDonald · Alan Thompson              | Suecia Per-Inge Bengtsson · Tommy Karls · Lars-Erik Moberg · Thomas Ohlsson                          | Francia François Barouh · Philippe Boccara · Pascal Boucherit · Didier Vavasseur        |
| Seúl 1988           | Hungría Zsolt Gyulay · Ferenc Csipes · Sándor Hódosi · Attila Ábrahám                     | Unión Soviética Alexandr Motuzenko · Serguei Kirsanov · Igor Nagayev · Viktor Denisov                | Alemania Oriental Kay Bluhm · André Wohllebe · Andreas Stähle · Hans-Jörg Bliesener     |
| Barcelona 1992      | Alemania Mario von Appen · Oliver Kegel · Thomas Reineck · André Wohllebe                 | Hungría Ferenc Csipes · Zsolt Gyulay · Attila Ábrahám · László Fidel                                 | Australia Ramon Andersson · Kelvin Graham · Ian Rowling · Steven Wood                   |
| Atlanta 1996        | Alemania Thomas Reineck · Olaf Winter · Detlef Hofmann · Mark Zabel                       | Hungría András Rajna · Gábor Horváth · Ferenc Csipes · Attila Adrovicz                               | Rusia Oleg Gorobi · Serguei Verlin · Gueorgui Tsybulnikov · Anatoli Tishchenko          |
| Sídney 2000         | Hungría Zoltán Kammerer · Botond Storcz · Ákos Vereckei · Gábor Horváth                   | Alemania Jan Schäfer · Mark Zabel · Björn Bach · Stefan Ulm                                          | Polonia Grzegorz Kotowicz · Adam Seroczyński · Dariusz Białkowski · Marek Witkowski     |
| Atenas 2004         | Hungría Zoltán Kammerer · Botond Storcz · Ákos Vereckei · Gábor Horváth                   | Alemania Andreas Ihle · Mark Zabel · Björn Bach · Stefan Ulm                                         | Eslovaquia Richard Riszdorfer · Michal Riszdorfer · Erik Vlček · Juraj Bača             |
| Beijing 2008        | Bielorrusia Raman Piatrushenka · Aliaxei Abalmasau · Artur Litvinchuk · Vadzim Makhneu    | Eslovaquia Richard Riszdorfer · Michal Riszdorfer · Erik Vlček · Juraj Tarr                          | Alemania Lutz Altepost · Norman Bröckl · Torsten Eckbrett · Björn Goldschmidt           |
| Londres 2012        | Australia Tate Smith · David Smith · Murray Stewart · Jacob Clear                         | Hungría Zoltán Kammerer · Dávid Tóth · Tamás Kulifai · Dániel Pauman                                 | República Checa Daniel Havel · Lukáš Trefil · Josef Dostál · Jan Štěrba                 |
| Río de Janeiro 2016 | Alemania Max Rendschmidt · Tom Liebscher · Max Hoff · Marcus Gross                        | Eslovaquia Denis Myšák · Erik Vlček · Juraj Tarr · Tibor Linka                                       | República Checa Daniel Havel · Lukáš Trefil · Josef Dostál · Jan Štěrba                 |

#### K-1 (plegable) 10000 metros
| Edición     | Oro                        | Plata                     | Bronce                   |
| ----------- | -------------------------- | ------------------------- | ------------------------ |
| Berlín 1936 | Gregor Hradetzky · Austria | Henri Eberhardt · Francia | Xaver Hörmann · Alemania |

#### K-2 (plegable) 10000 metros
| Edición     | Oro                                      | Plata                                 | Bronce                                       |
| ----------- | ---------------------------------------- | ------------------------------------- | -------------------------------------------- |
| Berlín 1936 | Suecia · Erik Bladström · Sven Johansson | Alemania · Erich Hanisch · Willi Horn | Países Bajos · Piet Wijdekop · Kees Wijdekop |

### Piragüismo Slalon

#### C-2

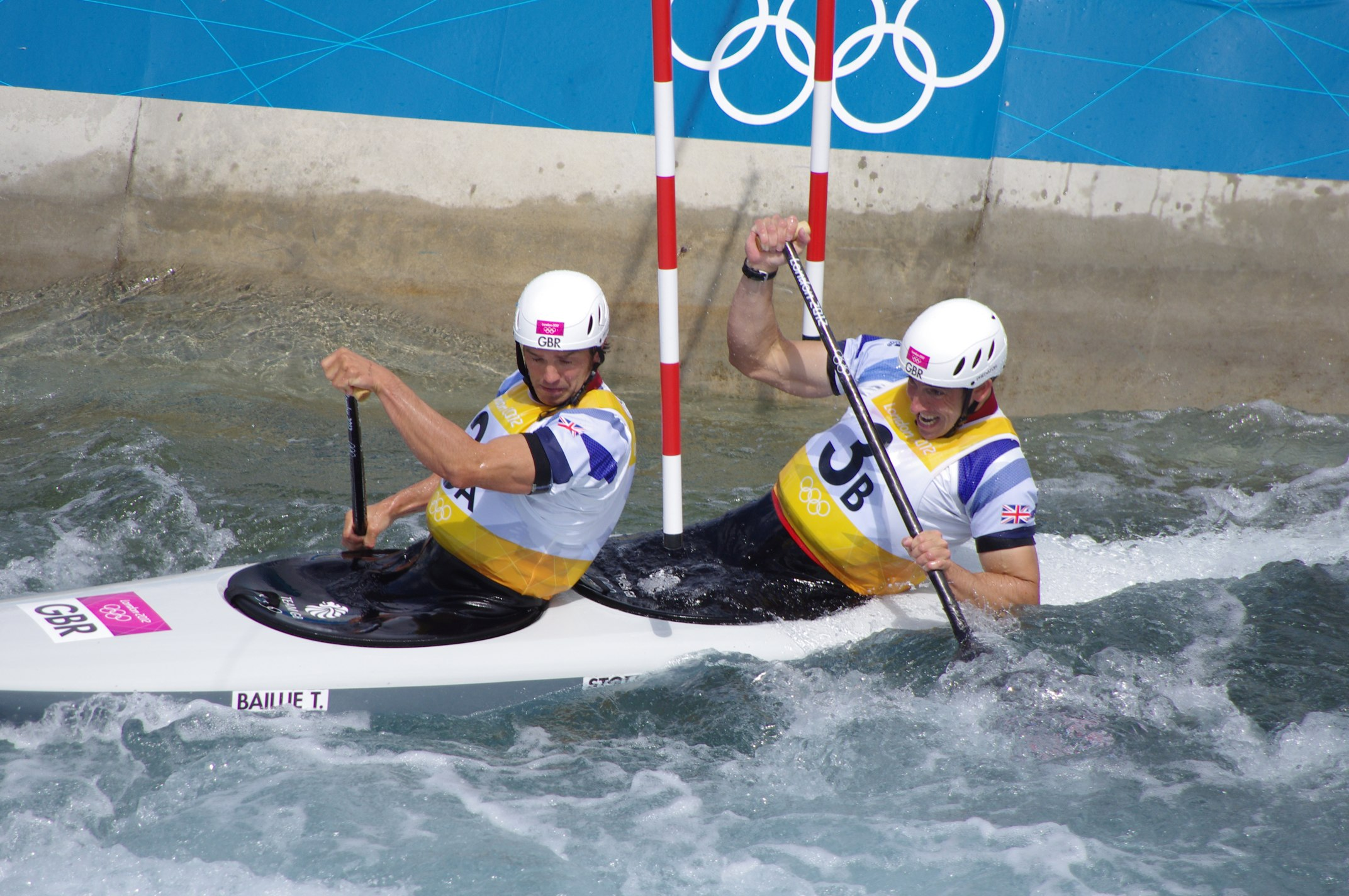
C2 Slalon, Timothy Baillie y Etienne Stott (Londres 2012).

| Edición             | Oro                                                    | Plata                                                      | Bronce                                               |
| ------------------- | ------------------------------------------------------ | ---------------------------------------------------------- | ---------------------------------------------------- |
| Múnich 1972         | Alemania Oriental · Walter Hofmann · Rolf-Dieter Amend | Alemania Occidental · Hans-Otto Schumacher · Wilhelm Baues | Francia · Jean-Louis Olry · Jean-Claude Olry         |
| 1976–1988           | Prueba no incluida en el programa olímpico             | Prueba no incluida en el programa olímpico                 | Prueba no incluida en el programa olímpico           |
| Barcelona 1992      | Estados Unidos · Joe Jacobi · Scott Strausbaugh        | Checoslovaquia · Jiří Rohan · Miroslav Šimek               | Francia · Frank Adisson · Wilfrid Forgues            |
| Atlanta 1996        | Francia · Frank Adisson · Wilfrid Forgues              | República Checa · Jiří Rohan · Miroslav Šimek              | Alemania · André Ehrenberg · Michael Senft           |
| Sídney 2000         | Eslovaquia · Pavol Hochschorner · Peter Hochschorner   | Polonia · Krzysztof Kołomański · Michał Staniszewski       | República Checa · Marek Jiras · Tomáš Máder          |
| Atenas 2004         | Eslovaquia · Pavol Hochschorner · Peter Hochschorner   | Alemania · Marcus Becker · Stefan Henze                    | República Checa · Jaroslav Volf · Ondřej Štěpánek    |
| Beijing 2008        | Eslovaquia · Pavol Hochschorner · Peter Hochschorner   | República Checa · Ondřej Štěpánek · Jaroslav Volf          | Rusia · Mijaíl Kuznetsov · Dmitri Larionov           |
| Londres 2012        | Reino Unido · Timothy Baillie · Etienne Stott          | Reino Unido · David Florence · Richard Hounslow            | Eslovaquia · Pavol Hochschorner · Peter Hochschorner |
| Río de Janeiro 2016 | Eslovaquia · Ladislav Škantár · Peter Škantár          | Reino Unido · David Florence · Richard Hounslow            | Francia · Gauthier Klauss · Matthieu Péché           |